# Lily-Rose Depp
Lily-Rose Melody Depp (ur. 27 maja 1999 w Paryżu) – francusko-amerykańska aktorka i modelka. Jest córką aktora i muzyka Johnny’ego Deppa oraz modelki i aktorki Vanessy Paradis.

## Wczesne życie
Lily-Rose Melody Depp urodziła się 27 maja 1999 w Paryżu. Depp jest starszą siostrą Johna „Jacka” Christophera Deppa III. Jest siostrzenicą francuskiej aktorki Alysson Paradis. Depp mówi płynnie po francusku.
Od urodzenia Depp była przedmiotem zainteresowania tabloidów i doniesień medialnych. Media donosiły m.in. o jej urodzinach, o udziale w imprezach, czy na temat jej wyborów modowych.

## Kariera

### Modeling
W kwietniu 2015, Depp pozowała dla australijskiego magazynu Oyster. Zdjęcia zostały zrobione przez Danę Boulos i Maggie Silverman. Jej debiut został dostrzeżony m.in. przez serwis E! News. W lipcu 2015, Depp zadebiutowała jako modelka dla Chanel. Pojawia się także w teledysku irlandzkiego rapera Rejjie Snow do piosenki All Around the World. W sierpniu 2015, zdecydowała się wziąć udział w Self Evident Project. Została okrzyknięta jako It girl.

### Aktorstwo
Depp rozpoczęła karierę aktorską w roli epizodycznej w filmie Kieł napisanej specjalnie dla niej przez Kevina Smitha, ojca jej przyjaciółki Harley Quinn Smith. Smith napisał później spin-off Kła koncentrując się na postaciach granych przez Depp i swoją córkę, pod tytułem Yoga Hosers. W czerwcu 2015 Smith ujawnił, że Lily-Rose Depp powtórzy swoją rolę z Yoga Hosers w czarnej komedii Moose Jaws.
W 2015 roku rozpoczęto produkcję filmu Planetarium w reżyserii Rebeki Zlotowski, o dwóch siostrach pracujących jako media w latach 30.. W tym samym roku Depp została obsadzona w roli Isadory Duncan w reżyserskim debiucie Stephanie Di Giusto La danseuse.

## Filmografia
| Rok  | Film              | Rola                             |
| ---- | ----------------- | -------------------------------- |
| 2014 | Kieł              | Girl Clerk #2 (Colleen Collette) |
| 2016 | Yoga Hosers       | Colleen Collette                 |
| 2016 | Planetarium       | Kate Barlow                      |
| 2017 | Tancerka          | Isadora Duncan                   |
| 2018 | L’homme fidèle    | Eve                              |
| 2018 | Dzikie stworzenia | Laura                            |
| 2019 | Król              | Katarzyna de Valois              |
| 2021 | Crisis            | Emmie Kelly                      |
| 2021 | Voyagers          | Sela                             |
| 2023 | Idol              | Jocelyn                          |
| 2024 | Nosferatu         | Ellen Hutter                     |